# 那曲市
31°28′41.35″N 92°2′54.44″E / 31.4781528°N 92.0484556°E
那曲市（藏語：ནག་ཆུ་གྲོང་ཁྱེར།，威利转写：nag chu grong khyer，藏语拼音：Nagqu Chongkyêr，意思为“黑河”）是中华人民共和国西藏自治区下辖的地级市，市人民政府驻色尼区浙江西路3号。面积39.23万平方公里，常住人口約51万人，其中藏族占96.77%。2018年5月7日建市，是中國陸地面積最大的地級市，占全西藏自治区面積的29.3%，與辛巴威相當。

## 历史
“那曲”因境内那曲（怒江上游）而得名，旧译“黑河”(『那』為藏語黑的意思，『曲』就是藏語的河，所以意譯為黑河)，明末清初和硕特蒙古称喀喇乌苏，清代作哈拉乌苏、喀拉乌苏，为“那曲”这一藏语地名的蒙古语翻译（“喀拉”为黑，“乌苏”为水）。那曲历史悠久，从20世纪50年代，地质学家和考古学家就在藏北高原发现许多打制石器，其形状和制造工艺，普遍带有游牧文化的特征，基本上属于旧石器时代中期或晚期的文化遗物，距今大约1-5万年。那曲地区明确见于史料最早的，便是古老的象雄政权，在汉文史籍中称之为羊同。在藏文史籍中，将这一地区称作“卓岱”，意为“牧业部落”，称这里的居民为“卓巴”，意为牧民，或“羌巴”，即北方人，或“羌日”，意为北方部落。在象雄鼎盛时期，象雄人将其地域划分为内、外、中三部。那曲地区，大致属于中象雄和外象雄。中象雄的中心“当惹琼宗”，就在那曲地区西南隅的当惹雍错湖畔一带。象雄势力衰微后，地域西缩。在7世纪前后，这一地区的东部地域归属于苏毗部落统治。后来，吐蕃部落逐渐强盛，统一全藏，建立强大的吐蕃王朝，藏北也被纳入其统治之下。松赞干布时期，将吐蕃分为五如和61个东岱（相当于千户），原苏毗部落故地设“孙波如”，共辖11个东岱，作为吐蕃向西域和河湟江岷地区扩张的基地，这一带显得特别重要，史称“军粮马匹，半出其中”。宋朝（960-1279）以后，那曲和羊八井、帮仓（今当惹湖和昂则湖一带）、朗如（今班戈县一带）被称作北方四部落。
- 1269年，忽必烈（元朝开国皇帝）派出官员在自青海到萨斯加的主要驿道设置驿站，其中在前藏设置驿站7所，驿道穿越今那曲的巴青、索县、比如、那曲及当雄一带，并派蒙古军士屯驻藏北，以后形成霍尔三十九族的藏北蒙古人势力。
- 17世纪至18世纪初属和硕特蒙古政权，并在腾格里湖（纳木错）驻扎蒙古骑兵震慑全藏。
- 1725年，清政府设青海办事大臣，委任第十二代“霍尔王”赤加吉钦总管三十九族，直属理藩院夷情衙门。
- 1728年，清廷在拉萨设驻藏大臣办事衙门。
- 1731年，勘定青藏地界，古拉山脉南北两麓诸部落，分归驻藏大臣和青海办事大臣管辖，三十九族划归驻藏大臣直管，同年清查各部户口，并向驻藏大臣衙门支差。
- 1751年（乾隆十六年），清王朝派兵平息珠尔默特那木扎勒事件，并制定“善后章程十三条”，对西藏地方行政体制进行重大改革。根据那曲所处的战略地位，清王朝决定在那曲建立坎囊宗，并隶属新建的西藏政府噶厦管辖。坎囊宗由宗教头领（即堪布）和部落头人（即囊宗）联合行使管理权。可以说这是藏北高原的第一个宗，是一种政教合一的统治方式。那曲还有一部分地区归班禅管辖。
- 1907年（光绪三十三年），共有八代“霍尔王”，均受清政府册封委任，有的还赐给顶戴花翎。
- 辛亥革命前后，噶厦将历史上由驻藏大臣直管的达木及三十九族地区收归己有。第九世班禅被迫前往内地后，噶厦又接管班禅属区。至此，藏北地区自吐蕃王朝崩溃以后，第一次全部置于西藏政府的直辖之下。
- 1916年，为了加强对达木和三十九族的统治，噶厦在霍尔地区设置总管，即“霍尔基”，从此结束历时五百余载、传二十一代的“霍尔王”历史。霍尔基从设立到结束，共历经九任官员。那曲总管共历五任，均为四品官，每任一僧一俗。
- 1942年（藏历水马年），噶厦政府设立絳曲基巧，管辖藏北牧区和拉萨以北的14个宗，那曲宗即为其中之一。当初的那曲宗名义上下辖7个大部落和51个小部落，而实际上却只管30个小部落，称为“雄巴”，其余21个小部落均属西藏上层贵族或大寺庙所辖，称为“格尔巴”或“格尔得”。
- 1950年10月，西藏和平解放，解放軍首先控制昌都地区和那曲地区东部。
- 1951年3月，昌都地区人民解放委员会宣告成立，原属噶厦绛曲基巧的聂荣宗、索宗、巴青宗、比如宗、拉日宗、尺牍宗、色扎宗、丁青宗隶属该委员会第一办事处（驻丁青），此后，各宗的人民解放委员会也相继成立。与此同时，那曲的中部和西部地区仍由噶厦绛曲基巧管理。
- 1952年3月，十八军独立支队主力2000余人，护送十世班禅大师经藏北返回后藏，依照《十七條協議》，那曲原属班禅的领地返还班禅。1953年1月，中国共产党西藏工作委员会黑河分工委成立。
- 1956年10月9日，西藏自治区筹备委员会设立黑河基巧办事处。那曲宗即隶属那曲基巧办事处管辖。
- 1959年藏区骚乱后，國務院解散西藏噶廈政府，西藏自治区筹备委员会对藏北的行政区划作出重大调整，黑河基巧办事处下辖九个县。10月，筹委会决定撤销各地基巧办事处，设立行政公署。
- 1960年1月经国务院批准，正式将西藏的“黑河地区”改名为“那曲地区”。 2月，黑河专员行政公署成立。
- 1965年更名为那曲行署。
- 1970年，那曲专区改称那曲地区，那曲县由那曲地区管辖至今。
- 1985年，国务院批准成立尼玛县。
- 2012年11月，国务院批准同意设立双湖县，至此，那曲地区下辖11个县。
- 2017年7月18日，国务院批准同意撤销那曲地区和那曲县。[1]

1. 设立地级那曲市，那曲市人民政府驻新设立的色尼区浙江西路3号。
2. 那曲市设立色尼区，以原那曲县的行政区域为色尼区的行政区域，色尼区人民政府驻那曲镇文化西路26号。
3. 那曲市辖原那曲地区的聂荣县、安多县、巴青县、索县、比如县、嘉黎县、尼玛县、班戈县、申扎县、双湖县和新设立的色尼区。[2]

## 地理

### 位置
那曲市地处西藏北部，位于青藏高原腹地，是长江、怒江、拉萨河、易贡河等大江大河的源头。与新疆维吾尔自治区和青海省交界，东邻昌都市，南接拉薩市、林芝市、日喀则市三地市，西与阿里地区相连。 地理位置约东经83度55分至95度5分，北纬29度55分至36度30分。

### 地貌
那曲市地处西藏北部的唐古拉山脉、念青唐古拉山脉和冈底斯山脉之间。中部属高原丘陵地形，多山，但坡度较为平缓，大多数山呈浑圆状。西北部海拔较高，由于地处念青唐古拉山脉的分支山脉或余脉，山峰较多，地势险峻，高差显著，海拔高度均在5,500米以上，最高的桑顶康桑山，海拔约6,500米。北部属唐古拉山区域，系典型的高原山川地形，呈不规则椭圆形。唐古拉山脉呈屋脊状，横卧其间，地势中部高，南北低，西高东低，由中部的6,600米，逐步下降到北部的4,700米、南部的4,500米，平均海拔在5,300米以上。这一地区的山脉由东向西延，主要有唐古拉山脉、托尔久（小唐古拉）山脉，桑卡岗（申格里贡山）山脉。
东部属高原山地，海拔在3,800-4,500米之间，平均海拔约4,100米，地势呈自西北向东南倾斜状，海拔渐次降低。该地区西部海拔4,400多米，多低山丘陵；东部海拔3,800多米，多高山峻岭，沟壑纵横，河流交错。因地形较为复杂，区域内除少量地方有部分高山草原外，其余均高山突兀，山势险峻，高山与高山之间形成深深的峡谷，谷底与山顶之间的高差多在1,000米以上。
南部属藏北高原与藏东高山峡谷交汇地带，部分地区海拔在5,000米以上，属高原丘陵；部分地区高山突兀，山势陡峻，高山与高山间形成狭长的深谷；在邻近林芝地区的地方，海拔高度急剧下降，海拔仅有3,000米左右，分布有较大块的谷地平原。

### 气候
那曲市海拔较高，热量不足，气候严寒干旱，其含氧量仅为海平面的一半，藏北高原是西藏气候条件最恶劣的地区之一，是典型的高原寒带气候区。高寒缺氧，气候干燥，昼夜温差大，多大风天气，年平均气温为-0.9℃至-3.3℃，年相对湿度为48-51%，年均降雨量仅在100-200毫米之间,年日照时数为2,852.6-2,881.7小时，全年气候干冷，无绝对无霜期。每年11月至次年3月，是藏北的干旱刮风期，一旦下雪就很容易成为雪灾，这期间气候干燥，温度低下，缺氧风沙大，延续时间又长。5至9月相对温暖，是草原的黄金季节，气候温和，风平日丽，降雨量占全年的80%，绿色植物生长期全年约为一百天左右，全部集中在这个季节。
| 1981−2010年间那曲市色尼区的平均气象数据      | 1981−2010年间那曲市色尼区的平均气象数据 | 1981−2010年间那曲市色尼区的平均气象数据 | 1981−2010年间那曲市色尼区的平均气象数据 | 1981−2010年间那曲市色尼区的平均气象数据 | 1981−2010年间那曲市色尼区的平均气象数据 | 1981−2010年间那曲市色尼区的平均气象数据 | 1981−2010年间那曲市色尼区的平均气象数据 | 1981−2010年间那曲市色尼区的平均气象数据 | 1981−2010年间那曲市色尼区的平均气象数据 | 1981−2010年间那曲市色尼区的平均气象数据 | 1981−2010年间那曲市色尼区的平均气象数据 | 1981−2010年间那曲市色尼区的平均气象数据 | 1981−2010年间那曲市色尼区的平均气象数据 |
| 月份                                         | 1月                                     | 2月                                     | 3月                                     | 4月                                     | 5月                                     | 6月                                     | 7月                                     | 8月                                     | 9月                                     | 10月                                    | 11月                                    | 12月                                    | 全年                                    |
| -------------------------------------------- | --------------------------------------- | --------------------------------------- | --------------------------------------- | --------------------------------------- | --------------------------------------- | --------------------------------------- | --------------------------------------- | --------------------------------------- | --------------------------------------- | --------------------------------------- | --------------------------------------- | --------------------------------------- | --------------------------------------- |
| 平均高温 °C（°F）                            | −2.5 (27.5)                             | −0.8 (30.6)                             | 3.1 (37.6)                              | 7.0 (44.6)                              | 11.2 (52.2)                             | 15.1 (59.2)                             | 16.0 (60.8)                             | 15.6 (60.1)                             | 13.2 (55.8)                             | 7.9 (46.2)                              | 1.9 (35.4)                              | −1.3 (29.7)                             | 7.2 (45.0)                              |
| 日均气温 °C（°F）                            | −11.7 (10.9)                            | −9.3 (15.3)                             | −4.9 (23.2)                             | −0.8 (30.6)                             | 3.8 (38.8)                              | 8.1 (46.6)                              | 9.5 (49.1)                              | 9.0 (48.2)                              | 6.1 (43.0)                              | 0.2 (32.4)                              | −6.9 (19.6)                             | −10.9 (12.4)                            | −0.6 (30.8)                             |
| 平均低温 °C（°F）                            | −19.9 (−3.8)                            | −17.3 (0.9)                             | −12.6 (9.3)                             | −7.8 (18.0)                             | −2.6 (27.3)                             | 2.2 (36.0)                              | 4.3 (39.7)                              | 3.8 (38.8)                              | 1.0 (33.8)                              | −5.5 (22.1)                             | −13.8 (7.2)                             | −18.9 (−2.0)                            | −7.3 (18.9)                             |
| 平均降水量 mm（）                            | 4.1 (0.16)                              | 3.5 (0.14)                              | 4.7 (0.19)                              | 11.2 (0.44)                             | 35.5 (1.40)                             | 83.9 (3.30)                             | 104.8 (4.13)                            | 99.5 (3.92)                             | 73.8 (2.91)                             | 21.6 (0.85)                             | 4.5 (0.18)                              | 2.4 (0.09)                              | 449.5 (17.71)                           |
| 平均降水天数（≥ 0.1 mm）                     | 4.0                                     | 4.1                                     | 3.9                                     | 6.8                                     | 13.2                                    | 18.8                                    | 20.1                                    | 19.3                                    | 18.8                                    | 8.1                                     | 3.0                                     | 2.8                                     | 122.9                                   |
| 平均相對濕度（％）                           | 42                                      | 39                                      | 37                                      | 44                                      | 55                                      | 63                                      | 68                                      | 68                                      | 70                                      | 58                                      | 50                                      | 44                                      | 53                                      |
| 来源1：中国气象局                            |                                         |                                         |                                         |                                         |                                         |                                         |                                         |                                         |                                         |                                         |                                         |                                         |                                         |
| 来源2：中国天气网（1971−2000年间的降水天数） |                                         |                                         |                                         |                                         |                                         |                                         |                                         |                                         |                                         |                                         |                                         |                                         |                                         |

## 政治

### 现任领导
| 机构     | · 中国共产党 · 那曲市委员会 | 那曲市人民代表大会 常务委员会 | 那曲市人民政府    | · 中国人民政治协商会议 · 那曲市委员会 |
| 职务     | 书记                        | 主任                          | 市长              | 主席                                  |
| -------- | --------------------------- | ----------------------------- | ----------------- | ------------------------------------- |
| 姓名     | 张海波                      | 才仁郎公                      | 扎西多吉          | 张军                                  |
| 民族     | 汉族                        | 藏族                          | 藏族              | 汉族                                  |
| 籍贯     |                             | 西藏自治区巴青县              |                   |                                       |
| 出生日期 | 1969年6月（55歲）           | 1965年1月（60歲）             | 1970年3月（55歲） | 1973年7月（51歲）                     |
| 就任日期 | 2024年12月                  | 2022年6月                     | 2024年5月         | 2022年6月                             |

### 历任领导
| 市委书记 - 松吉扎西（2018年5月－2020年1月） - 敖刘全（2020年1月－2021年9月） - 庄劲松（2021年9月－2024年9月） - 张海波（2024年12月－） | 市长 - 敖刘全（2018年5月－2020年1月） - 才仁郎公（2020年1月－2022年6月） - 旦巴（2022年6月－2024年4月） - 扎西多吉（2024年4月－） |

### 行政区划
那曲市下辖1个市辖区、10个县。
- 市辖区：色尼区
- 县：嘉黎县、比如县、聂荣县、安多县、申扎县、索县、班戈县、巴青县、尼玛县、双湖县

## 人口
根据2020年第七次全国人口普查，全市常住人口为504,838人。同第六次全国人口普查的462,381人相比，十年共增加了42,457人，增长9.18%，年平均增长率为0.88%。其中，男性人口为256,495人，占总人口的50.81%；女性人口为248,343人，占总人口的49.19%。总人口性别比（以女性为100）为103.28。0－14岁的人口为172,537人，占总人口的34.18%；15－59岁的人口为298,754人，占总人口的59.18%；60岁及以上的人口为33,547人，占总人口的6.65%，其中65岁及以上的人口为23,657人，占总人口的4.69%。居住在城镇的人口为116,030人，占总人口的22.98%；居住在乡村的人口为388,808人，占总人口的77.02%。

### 民族
全市常住人口中，汉族人口为15,693人，占3.11%；藏族人口为485,903人，占96.25%；其他少数民族人口为3,242人，占0.64%。与2010年第六次全国人口普查相比，汉族人口增加2,711人，增长20.88%，占总人口比例增加0.3个百分点；各少数民族人口增加39,746人，增长8.84%，占总人口比例下降0.3个百分点。其中，藏族人口增加38,474人，增长8.6%，占总人口比例下降0.52个百分点。
| 民族名称                | 藏族    | 汉族   | 回族  | 哈萨克族 | 满族 | 东乡族 | 侗族 | 白族 | 撒拉族 | 蒙古族 | 其他民族 |
| ----------------------- | ------- | ------ | ----- | -------- | ---- | ------ | ---- | ---- | ------ | ------ | -------- |
| 人口数                  | 447,429 | 12,982 | 1,230 | 276      | 92   | 71     | 54   | 48   | 32     | 21     | 146      |
| 占总人口比例（%）       | 96.77   | 2.81   | 0.27  | 0.06     | 0.02 | 0.02   | 0.01 | 0.01 | 0.01   | 0.00   | 0.03     |
| 占少数民族人口比例（%） | 99.56   | ---    | 0.27  | 0.06     | 0.02 | 0.02   | 0.01 | 0.01 | 0.01   | 0.00   | 0.03     |

## 交通

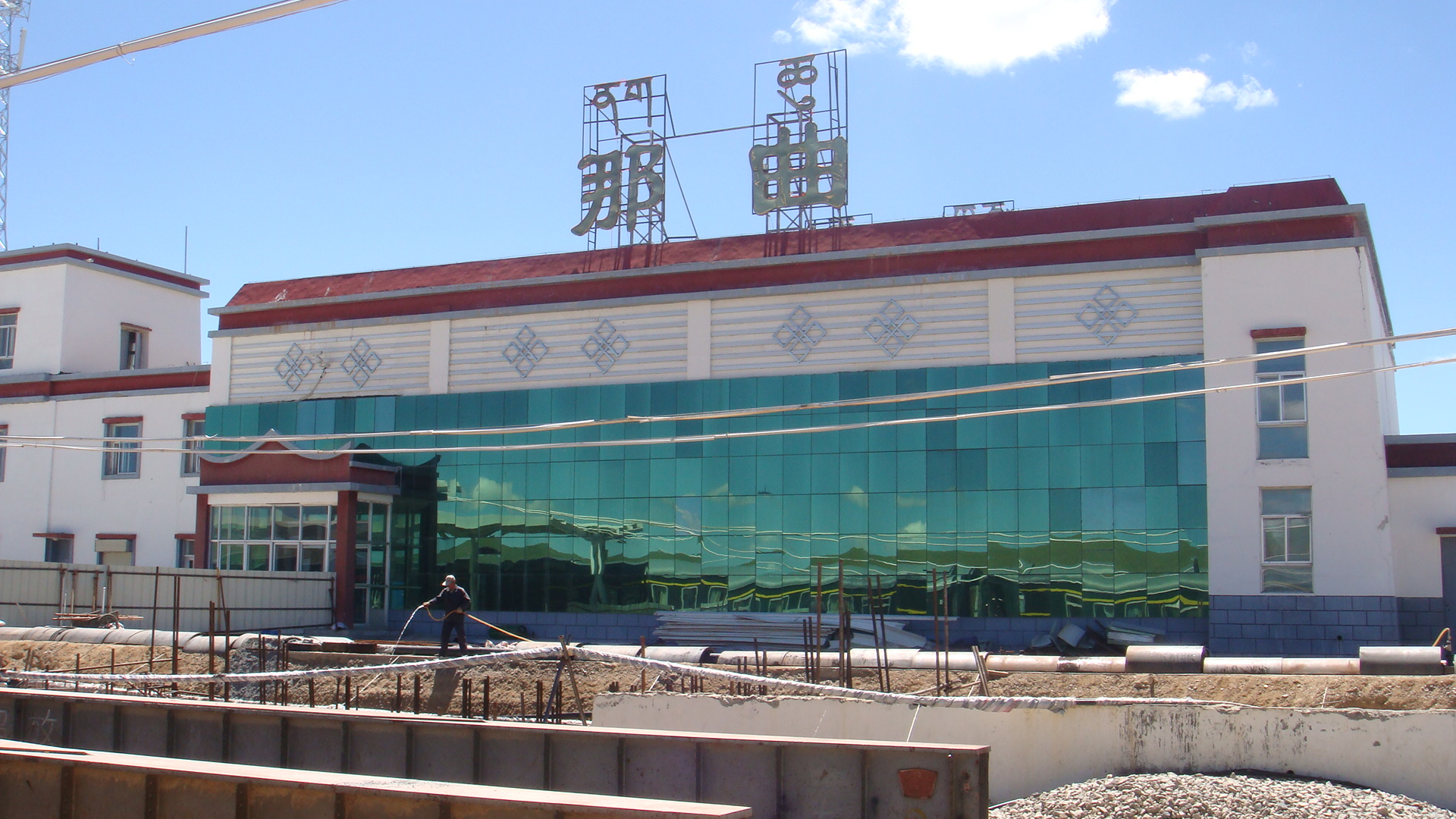
那曲火车站

- 青藏公路（ 109国道）、 317国道过境、 345国道終點。
- 青藏铁路有在该地设那曲站。
- 曾规划建设那曲达仁机场（英语：Nagqu Dagring Airport），但因其世界第一的海拔高度引起的安全问题暂缓修建。[15]

## 全国重点文物保护单位
- 邦纳寺
- 其多山洞穴岩画